# Herr Arnes penningar (film)
Herr Arnes penningar är en svensk dramafilm från 1954 i regi av Gustaf Molander. I huvudrollerna ses Ulla Jacobsson och Ulf Palme.

## Handling
Tre skotska legoknektar mördar alla boende i en prästgård, men en liten flicka överlever. Knektarnas ledare drabbas av djup ångest och blir till slut infångad.

## Om filmen
Filmen premiärvisades 16 december 1954 på Marstrandsbiografen i Marstrand. Den filmades av Åke Dahlqvist i Filmstaden Råsunda med exteriörer från Tennviken utanför Örnsköldsvik, Torö i Stockholms skärgård, Vaxholm, Nälsta gård i Spånga, Gripsholms slott och Kalmar slott. 
Vid inspelningen engagerades 721 statister, 38 skådespelare och 35 tekniker. Musikinspelningarna till filmen gjordes av Berliner Synchron GmbH i Berlin med Norbert Schultze som dirigent. 
Som förlaga hade man Selma Lagerlöfs berättelse Herr Arnes penningar som först publicerades som följetong i tidningen Idun 1903 och som utgavs i bokform 1904. Berättelsen filmatiserades första gången 1919, som Herr Arnes pengar, i regi av Mauritz Stiller.

## Rollista i urval
- Ulla Jacobsson – Elsalill
- Ulf Palme – Sir Archie
- Anders Henrikson – Torarin, fiskhandlare
- Hugo Björne – Herr Arne
- Bibi Andersson – Berghild
- Bengt Eklund – Sir Reginald
- Carl-Hugo Calander – Sir Filip
- Åke Grönberg – Krogvärd
- Astrid Bodin – Krogvärdinna
- Arne Lindblad – Krogdräng
- Sten Skragge – Kroggäst
- Hans Strååt – Skeppare
- Lennart Lilja – Styrman
- Gunnar Sjöberg – Johan III
- Claes Thelander – Charles de Mornay

## Filmmusik i urval
- Highland Fling, kompositör Oscar Rundqvist
- Svärdsdans', svensk folkmelodi
- Auprès de ma blonde, fransk folkvisa